# 조사의
조사의(趙思義, ? ~ 1402년)는 조선 전기의 문신이다. 본관은 횡성(橫城)이다. 조변(趙抃)의 증손이다.

## 생애
고려 공양왕 치세 말기 시절이던 1390년 음서로써 문관 관직에 천거된 그는 2년 후 1392년 고려가 멸국되고 조선이 창건되자 정도전의 간천(間薦, 간접 추천)으로 인하여 조선 태조에게 조선국 문관 관직에 중용되었으며 1393년(태조 2) 형조의랑(刑曹議郞)으로 있을 때 현빈(賢嬪) 류씨(柳氏)의 일을 함부로 논했다는 죄목으로 대간(臺諫) 및 다른 형조(刑曹)의 관원들과 함께 순군옥(巡軍獄)에 갇혀 국문을 받았다가 다음 날 고향으로 유배되었다.
이후 첨절제사(僉節制使)로 복직되었다가 1398년(태조 7) 다시 순군옥에 갇혔으나, 죄를 용서받았다.
1402년(태종 2) 안변부사(安邊府使)로 있을 때 친척인 신덕왕후(神德王后)의 원수를 갚는다는 명분으로 강현(康顯)과 함께 거병하여 태종에게 반기를 들었으나, 20여 일이 지나자 그 군대가 안주(安州)에서 스스로 궤멸되었다.
이에 겨우 50여 기만을 거느리고 안변(安邊)으로 되돌아왔으나, 도안무사(都按撫使) 김영렬(金英烈)이 그를 병사로 포위하여 붙잡았고, 압송된 후 아들 조홍(趙洪)과 함께 순위부(巡衛府)에 갇혔다가 복주(伏誅)되었다.

## 가족 관계
- 증조 - 조변(趙抃, ? ~ 1288년) : 부지밀직사사(副知密直司事)·상장군(上將軍)·전리판서(典理判書)
  - 조부 - 조문근(趙文瑾)[5] : 참지문하정사(參知門下政事)·집현전대학사(集賢殿大學士)
    - 아버지 - 조숭(趙崇)[5] : 규정(糾正)
    - 어머니 - 곡산 강씨 (신덕왕후 강씨의 친언니)_
      - 부인 - 판서(判書) 신귀(辛貴)의 장녀[5]
        - 장남 - 조홍(趙洪)[4]
        - 차남 - 조헌(趙獻)[5] : 부사(府使)
        - 이모 - 신덕왕후 강씨
        - 이모부 - 태조 이성계

## 같이 보기
- 조사의의 난